# Ferro
Il ferro è l'elemento chimico di numero atomico 26. Il suo simbolo è Fe, dal latino ferrum. Il ferro è conosciuto fin dall'antichità e, per le sue qualità di durezza, tenacia e resilienza, la sua importanza per l'umanità ha contrassegnato un'intera era: la cosiddetta «età del ferro» viene fatta iniziare dalla fine del II millennio a.C. (XII secolo a.C.); solo verso la fine del secolo scorso si è iniziato a sostituirlo per applicazioni meccaniche e solo in parte, con leghe più leggere basate su alluminio e magnesio.
Il ferro è il primo elemento del gruppo 8 del sistema periodico, facente parte del blocco d, ed è quindi un elemento di transizione della prima serie, cioè quella del 4° periodo. Nella vecchia nomenclatura la triade ferro, cobalto e nichel faceva parte del gruppo VIII della tavola periodica, un gruppo allargato che era collettivamente detto proprio gruppo del ferro, in quanto le similitudini chimiche che si riscontravano entro la triade orizzontale (Fe, Co, Ni) si ravvisavano maggiori che procedendo in verticale con le due triadi successive (Ru, Rh, Pd e Os, Ir, Pt), i cui elementi, caratterizzati da notevole inerzia chimica, venivano d'altro canto accomunati nel cosiddetto "gruppo del platino".
Il ferro chimicamente puro in condizioni ambiente è un metallo relativamente tenero, duttile e malleabile, buon conduttore di elettricità e calore e chimicamente piuttosto reattivo. Un campione di ferro puro abraso di fresco mostra lucentezza metallica grigio-argentea, che però all'aria, per azione dell'ossigeno e dell'umidità, va lentamente persa perché la superficie poi si ricopre di una patina arancio bruna incoerente, nota come ruggine; questa consiste di ossidi e ossidi-idrossidi misti (tra cui FeOOH). La ruggine, tuttavia, non protegge il metallo sottostante da ulteriore corrosione, con il conseguente notevole impatto economico, che si è cercato di quantificare. Anche per questo il ferro allo stato elementare, il "ferro nativo", è estremamente raro sulla Terra.
Al di sotto del punto di Curie (768 °C) esibisce ferromagnetismo, una proprietà che prende il nome, per antonomasia, proprio dal ferro; nel ferro, infatti, questo fenomeno si manifesta più intensamente che nel cobalto o nel nichel, che sono gli elementi immediatamente successivi nella tavola periodica.
Questo elemento si trova quasi sempre legato ad altri quali: carbonio, silicio, manganese, cromo, nichel, ecc. Con il carbonio il ferro forma le sue due leghe più conosciute: l'acciaio e la ghisa. La parola "ferro" è scorrettamente usata nel linguaggio comune per indicare anche le "leghe di ferro" a bassa resistenza, gli acciai dolci.
A livello industriale si riesce ad ottenere ferro con una purezza che si avvicina al 100%. Questo prodotto viene poi utilizzato per essere legato ad altri elementi chimici per ottenere leghe dalle più diverse caratteristiche.
Estremamente importante nella tecnologia per le sue caratteristiche meccaniche e la sua lavorabilità, in passato fu tanto importante da dare il nome ad un intero periodo storico: l'età del ferro.

## Etimologia
Come già accennato, il nome italiano dell'elemento, risalente al 1257, come pure il suo simbolo Fe, prendono origine da ferrum, il nome latino di questo elemento metallico e ferrum è da ricondurre secondo alcuni al sanscrito dharti, termine avente il significato di «tenere, fermezza», un concetto quindi di durezza, che si addice a un metallo più duro e resistente del bronzo o altri metalli allora conosciuti; a tale concetto viene anche accostato, come affine, l'aggettivo latino firmus, derivante anch'esso dalla medesima radice sanscrita.
In greco antico il termine che indicava il ferro era invece σίδηρος (síderos), «metallo duro, ferro»; la sua radice si ritrova, in italiano, in «siderurgia» e «siderite» (minerale ferroso), ad esempio, ma non in termini apparentemente simili, come «sidereo» o «siderale», che invece derivano dal latino sidus (astro, stella, cielo, costellazione), come pure «considerare, desiderare», che anch'essi si rifanno a sidus.

## Formazione
Il ferro si forma per Nucleosintesi stellare all'interno delle stelle di grande massa.

## Storia
Le prime prove di uso del ferro vengono dai Sumeri e dagli Ittiti, che già 4000 anni avanti Cristo lo usavano per piccoli oggetti come punte di lancia e gioielli ricavati dal ferro recuperato da meteoriti. Durante il medioevo in alchimia il ferro era associato a Marte.
La storia dell'impiego e della produzione del ferro è comune a quella delle sue leghe al carbonio: ghisa e acciaio.

## Caratteristiche
Gli studiosi hanno stimato che il ferro sia il metallo più abbondante all'interno della Terra, in quanto presente in grandi quantità nel nucleo e nel mantello terrestre, assieme a nichel e zolfo. Limitatamente alla crosta terrestre, il ferro, invece, è il quarto elemento più abbondante con una percentuale in peso pari a circa 6,3%, preceduto da ossigeno (46%), silicio (27%) e alluminio (8,1%), mentre si stima che sia il sesto elemento per abbondanza nell'intero universo (con una percentuale in peso di circa 0,11%), preceduto da idrogeno (75%), elio (23%), ossigeno (1%), carbonio (0,5%) e neon (0,13%).
La grande quantità di ferro presente al centro della Terra non può essere tuttavia causa del campo geomagnetico, poiché questo elemento si trova con ogni probabilità a una temperatura superiore alla temperatura di Curie oltre la quale non esiste ordinamento magnetico nel reticolo cristallino.
Il ferro è un metallo che viene estratto dai suoi minerali, costituiti da composti chimici del ferro stesso, prevalentemente ossidi. Infatti sulla crosta terrestre il ferro non si rinviene quasi mai allo stato elementare metallico (ferro nativo), ma quasi totalmente sotto forma di composti in cui è presente allo stato ossidato. Per ottenere ferro metallico è necessario procedere ad una riduzione chimica dei suoi minerali. Il ferro si usa solitamente per produrre acciaio che è una lega a base di ferro, carbonio ed altri elementi.
Il nuclide più abbondante del ferro, il 56Fe, ha la più piccola massa (930,412 MeV/c2) per nucleone, ma non è il nuclide più fortemente legato, primato che spetta al 62Ni.

## Forme allotropiche del ferro
Esistono tre forme allotropiche del ferro denominate:
- ferro alfa
- ferro gamma
- ferro delta.

Tali denominazioni seguono l'ordine alfabetico delle lettere greche: infatti in passato esisteva anche la denominazione "ferro beta", che è stata successivamente abbandonata in quanto non si tratta in realtà di una forma allotropica del ferro, come invece si pensava, bensì di una forma paramagnetica del ferro alfa, del quale preserva la struttura.
Nel seguente diagramma di fase del ferro puro, ognuna di queste forme allotropiche presenta un campo di esistenza in un determinato intervallo di temperatura:
- il campo di esistenza del ferro alfa si estende fino a temperature fino a 910 °C;
- il campo di esistenza del ferro gamma si estende a temperature comprese tra 910 °C e 1 392 °C;
- il campo di esistenza del ferro delta si estende a temperature comprese tra 1 392 °C e 1 538 °C.

In genere, le varie forme allotropiche vengono indicate con lettere consecutive dell'alfabeto greco partendo dalla temperatura ambiente; nel caso del ferro viene saltata la lettera beta perché erroneamente essa era stata attribuita al ferro non magnetico presente a temperature comprese tra 768 °C (punto di Curie) e 910 °C. Le varie forme allotropiche del ferro sono differenti dal punto di vista strutturale: il ferro alfa, beta e delta presentano un reticolo cubico a corpo centrato con 2 atomi (1 "atomo intero" al centro della cella più 8 "ottavi di atomo" in corrispondenza dei vertici della cella) con una costante di reticolo maggiore nel caso del ferro delta, mentre il ferro gamma presenta un reticolo cubico a facce centrate con 4 atomi (6 "mezzi atomi" al centro delle facce della cella più 8 "ottavi di atomo" in corrispondenza dei vertici della cella).
Le soluzioni solide interstiziali del carbonio nel ferro assumono nomi differenti a seconda della forma allotropica del ferro in cui il carbonio è solubilizzato:
- ferrite alfa: carbonio in ferro alfa;
- austenite: carbonio in ferro gamma;
- ferrite delta: carbonio in ferro delta.

Diagramma di fase del ferro puro

## Disponibilità

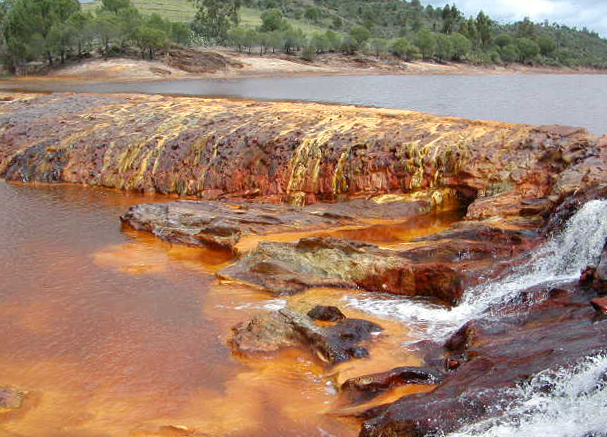
Acque di colorazione rossastra, impartita dal ferro contenuto nelle rocce.

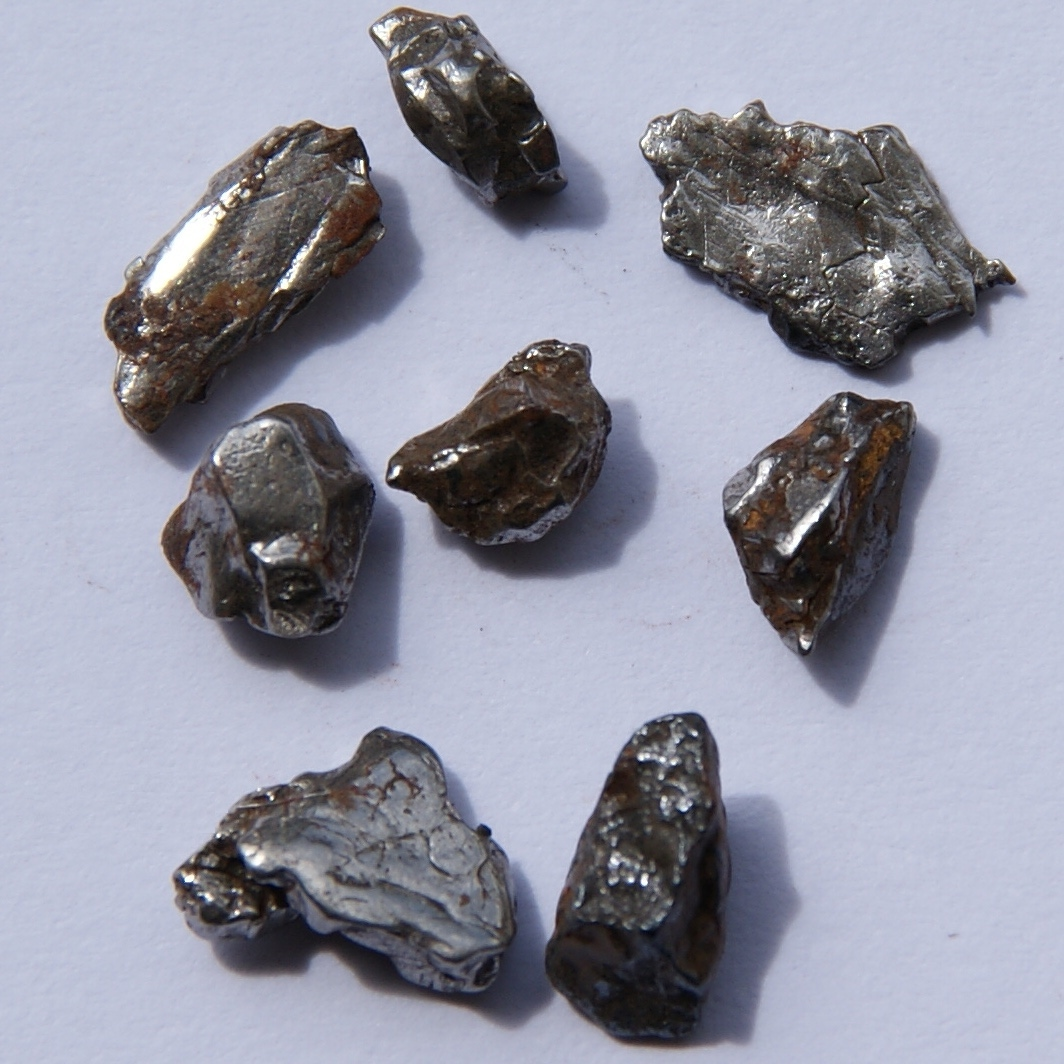
Frammenti di meteoriti contenenti ferro metallico.

Il ferro è uno degli elementi più comuni sulla Terra, della cui crosta costituisce circa il 5%. La maggior parte si trova in minerali costituiti da suoi vari ossidi, tra cui ematite, magnetite, limonite e taconite.
Si ritiene che il nucleo terrestre sia costituito principalmente da una lega di ferro e nichel, la stessa di cui è costituito circa il 5% delle meteore. Benché rari, i meteoriti sono la principale fonte di ferro allo stato metallico reperibile in natura, per esempio quelle del Canyon Diablo, in Arizona.
Il ferro si trova anche in forma nativa sebbene in piccole quantità e in siti di impatti meteorici.

## Produzione

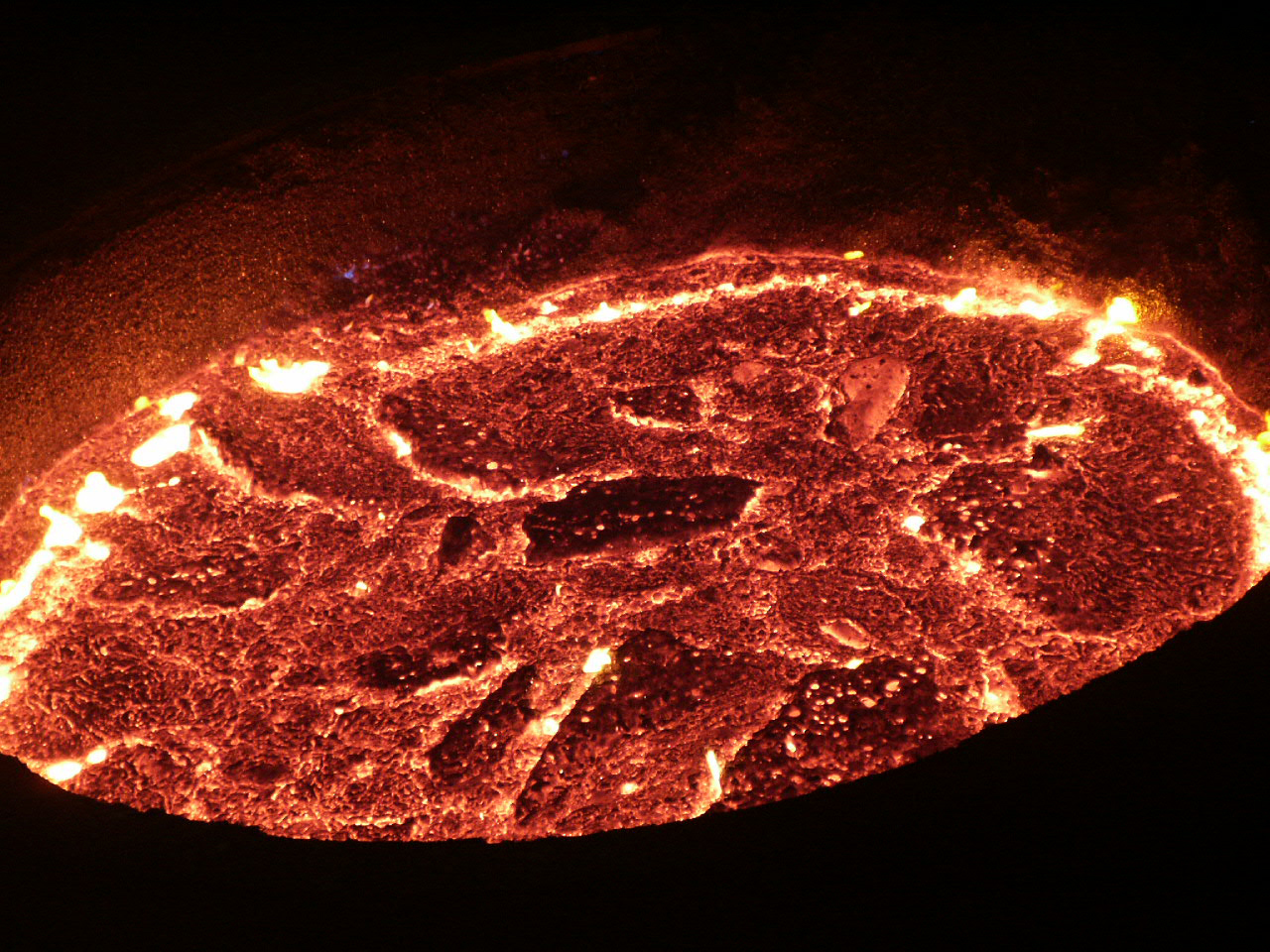
Ferro fuso durante la lavorazione dell'acciaio

Industrialmente il ferro è estratto dai suoi minerali, principalmente l'ematite (Fe2O3) e la magnetite (Fe3O4), per riduzione con carbonio in una fornace di riduzione a temperature di circa 2.000 °C. Nella fornace di riduzione la carica, una miscela di minerale di ferro, carbonio sotto forma di coke e calcare, viene messa nella parte alta della fornace mentre una corrente di aria calda viene forzata nella parte inferiore.
Nella fornace il carbon coke reagisce con l'ossigeno dell'aria producendo monossido di carbonio:
{\displaystyle {\ce {2C + O2 -> 2CO}}}
Il monossido di carbonio riduce il minerale di ferro (nell'equazione seguente ematite) per fondere il ferro, diventando biossido di carbonio nella reazione:
{\displaystyle {\ce {3CO + Fe2O3 -> 2Fe + 3CO2}}}
Il calcare serve a fondere le impurità presenti nel materiale, principalmente biossido di silicio, sabbia ed altri silicati. Al posto del calcare (carbonato di calcio) è possibile usare la dolomite (carbonato di magnesio). A seconda delle impurità che devono essere rimosse dal minerale possono essere usate altre sostanze. L'alta temperatura della fornace decompone il calcare in ossido di calcio (calce viva):
{\displaystyle {\ce {CaCO3 -> CaO + CO2}}}
Poi l'ossido di calcio si combina con il diossido di silicio per formare la scoria
{\displaystyle {\ce {CaO + SiO2 -> CaSiO3}}}
La scoria fonde nel calore dell'altoforno (il diossido di silicio da solo resterebbe solido) e galleggia sopra il ferro liquido, più denso. Lateralmente l'altoforno ha dei condotti da cui è possibile spillare la scoria liquida o il ferro fuso a scelta. Il ferro così ottenuto è detto ghisa di prima fusione mentre la scoria, chimicamente inerte, può essere usata come materiale per la costruzione di strade o in agricoltura come concime per arricchire suoli poveri di minerali.
Nel 2000 sono state prodotte nel mondo circa 1,1 miliardi di tonnellate di minerale di ferro per un valore commerciale stimato di circa 250 miliardi di dollari, da cui si sono ricavate 572 milioni di tonnellate di ghisa di prima fusione. Anche se l'estrazione di minerali di ferro avviene in 48 paesi, il 70% della produzione complessiva è coperto dai primi cinque: Cina, Brasile, Australia, Russia e India.

## Produzione mondiale
| I maggiori produttori di minerali ferrosi nel 2019 | I maggiori produttori di minerali ferrosi nel 2019 | I maggiori produttori di minerali ferrosi nel 2019 |
| Posizione                                          | Paese                                              | Produzione (milioni di tonnellate)                 |
| -------------------------------------------------- | -------------------------------------------------- | -------------------------------------------------- |
| 1                                                  | Australia                                          | 919                                                |
| 2                                                  | Brasile                                            | 405                                                |
| 3                                                  | Cina                                               | 351                                                |
| 4                                                  | India                                              | 238                                                |
| 5                                                  | Russia                                             | 97                                                 |
| 6                                                  | Sudafrica                                          | 72                                                 |
| 7                                                  | Ucraina                                            | 63                                                 |
| 8                                                  | Canada                                             | 58                                                 |
| 9                                                  | Stati Uniti                                        | 46                                                 |
| 10                                                 | Svezia                                             | 35                                                 |

## Analisi

### Analisi colorimetrica
Gli ioni ferro(II) (Fe2+) e ferro(III) (Fe3+) formano complessi di colore rosso con numerosi composti organici. Due di questi complessi sono usati a scopo analitico e la concentrazione dello ione ferro(II) o ferro(III) viene dedotta dalla misura dell'intensità del colore del complesso formatosi.

#### Metodo del tiocianato
Il campione in soluzione acida per acido cloridrico o acido nitrico 0,05 M-0,5 M viene trattato con un eccesso di soluzione di tiocianato di potassio (KSCN); gli ioni tiocianato formano con gli ioni di ferro(III) dei complessi colorati rosso-ruggine, in eccesso di tiocianato lo ione complesso maggioritario è Fe[(SCN)6]3-. Gli ioni ferro(II) non reagiscono, ma possono essere preventivamente ossidati a ioni ferro(III).
L'assorbanza della soluzione viene letta alla lunghezza d'onda di circa 480 nm.
Tra i cationi che possono interferire nella misura vi sono l'argento, il rame, il nichel, il cobalto, lo zinco, il cadmio, il mercurio e il bismuto; tra gli anioni vi sono i fosfati, i fluoruri, gli ossalati e i tartrati che possono formare complessi abbastanza stabili con gli ioni di ferro(III), competendo con il tiocianato. I sali di mercurio(I) e di stagno(II) vanno ossidati ai corrispondenti sali di mercurio(II) e di stagno(IV), perché distruggono il complesso colorato.
Qualora la presenza di interferenti fosse eccessiva, è possibile precipitare gli ioni ferro(III) in forma di idrossido per trattamento con una soluzione acquosa di ammoniaca concentrata, separare l'idrossido di ferro(III) ottenuto e scioglierlo nuovamente nell'acido cloridrico diluito; oppure estrarre il complesso tiocianato di ferro(III) con una miscela 5:2 di 1-pentanolo ed etere etilico.

#### Metodo dell'o-fenantrolina
Gli ioni ferro(II) formano un complesso rosso-arancione con l'o-fenantrolina [(C12H18N2)3Fe]2+ o [Fe(phen)3]2+, la cui l'intensità dipende dal pH nell'intervallo tra 2 e 9. L'assorbanza della soluzione viene letta alla lunghezza d'onda di 510 nm.
Gli ioni ferro(III) vengono preventivamente ridotti a ioni ferro(II) per trattamento con cloruro di idrossilammonio o idrochinone.
Tra gli interferenti vi sono il bismuto, l'argento, il rame, il nichel, il cobalto e gli ioni perclorato.

## Applicazioni
Il ferro è il metallo in assoluto più usato dall'umanità, rappresenta da solo il 95% della produzione di metalli del mondo. Il suo basso costo e la sua resistenza nella forma detta acciaio ne fanno un materiale da costruzione indispensabile, specialmente nella realizzazione di automobili, di scafi di navi e di elementi portanti di edifici. I composti del ferro più utilizzati comprendono:
- la ghisa di prima fusione, contenente tra il 4% e 5% di carbonio e quantità variabili di diverse impurezze quali lo zolfo, il silicio ed il fosforo. Il suo principale impiego è quello di intermedio nella produzione di ghisa di seconda fusione e di acciaio;
- la ghisa di seconda fusione, la ghisa propriamente detta, che contiene tra il 2,06% ed il 3,5% di carbonio e livelli inferiori delle impurezze sopra menzionate, tali da non incidere negativamente sulle proprietà reologiche del materiale. Ha un punto di fusione compreso tra 1 150 °C e 1 200 °C, inferiore a quello di ferro e carbonio presi singolarmente ed è quindi il primo prodotto a fondere quando ferro e carbonio sono scaldati insieme. È un materiale estremamente duro e fragile, si spezza facilmente, persino quando viene scaldato al calor bianco;
- l'acciaio, che contiene quantità di carbonio variabile tra lo 0,10% e l'2,06%. Secondo il tenore o percentuale di carbonio si dividono in:
  - extradolci (meno dello 0,15%);
  - dolci (da 0,15% a 0,25%);
  - semiduri (da 0,25% a 0,50%);
  - duri (oltre lo 0,50% e fino al 2,06%).

Il ferro comune, tecnicamente detto battuto o dolce contiene meno dello 0,5% di carbonio, quindi si tratta comunque di acciaio. È un materiale duro e malleabile. Spesso tuttavia con il termine ferro vengono indicati comunemente l'acciaio extradolce e quello dolce. Un ferro particolarmente puro, noto come "ferro Armco", viene prodotto dal 1927 con particolari procedimenti ed è impiegato dove si richiede un'elevatissima permeabilità magnetica e un'isteresi magnetica trascurabile.
Gli acciai speciali o legati, oltre a contenere carbonio sono addizionati di altri metalli quali il cromo, il vanadio, il molibdeno, il nichel e il manganese per conferire alla lega particolari caratteristiche di resistenza fisica o chimica.
L'ossido di ferro(III) (Fe2O3), nelle varietà magnetite e maghemite, usato per le sue proprietà magnetiche come materiale per la produzione di supporti di memorizzazione, ad esempio supportato su polimeri nei nastri magnetici.

## Ruolo biologico
Il ferro è essenziale per la vita di tutti gli esseri viventi, eccezione fatta per pochi batteri.
Gli animali inglobano il ferro nel complesso eme, un componente essenziale delle proteine coinvolte nelle reazioni redox come la respirazione. Eccessi di ferro aumentano quindi le reazioni redox provocando così un aumento dei radicali liberi. Per evitare ciò, il ferro nel nostro organismo è legato a proteine che regolano il suo stato di ossidazione. Il ferro inorganico si trova anche negli aggregati ferro-zolfo di molti enzimi, come le azotasi e le idrogenasi.
Inoltre esiste una classe di enzimi basati sul ferro, classe che è responsabile di un'ampia gamma di funzioni di svariate forme di vita quali: la metano-monoossigenasi (conversione del metano in metanolo), la ribonucleotide riduttasi (conversione del ribosio in desossiribosio), le emeritrine (fissazione e trasporto dell'ossigeno negli invertebrati marini) e l'acido fosfatasi porpora (idrolisi degli esteri dell'acido fosforico).
La distribuzione degli ioni ferro nei mammiferi è regolata in maniera molto rigorosa. Quando ad esempio il corpo è soggetto ad un'infezione, l'organismo "sottrae" il ferro rendendolo meno disponibile anche ai batteri (transferrina). Questo è il caso dell'epcidina, una proteina prodotta dal fegato che, legando e degradando la ferroportina, inibisce il rilascio di ferro dagli enterociti e dai macrofagi.
Tra le migliori fonti alimentari di ferro si annoverano la carne, il pesce, i fagioli, il tōfu e i ceci. Contrariamente a quanto generalmente ritenuto, nonostante gli spinaci ne siano ricchi, il ferro in essi contenuto non è biodisponibile per l'assorbimento; gli spinaci diminuiscono la biodisponibilità del ferro perché con essi si formano dei composti di coordinazione con conseguente spreco.
Il ferro assunto tramite integratori alimentari è spesso nella forma di fumarato o gluconato di ferro(II). Le dosi consigliate di ferro da assumere quotidianamente variano con l'età e il genere . Il ferro assunto come eme ha una maggiore biodisponibilità rispetto a quello presente in altri composti. I livelli di assunzione raccomandati (LARN) sono:
- 10 mg/die per gli uomini dai 18 ai 60 anni
- 10 mg/die per le donne sopra i 50 anni
- 12 mg/die per gli adolescenti maschi e le femmine senza mestruazioni
- 18 mg/die per le donne dai 14 ai 50 anni e per le nutrici
- 30 mg/die per le gestanti.

### Metabolismo negli esseri umani
Il ferro viene assorbito a livello del duodeno. Il ferro legato al gruppo eme è di più facile assorbimento rispetto al ferro non eme. La carne contiene circa il 40% di ferro eme e il 60% di ferro non eme. Del ferro contenuto nella carne, eme e non eme, ne viene assorbito circa il 10-30%, percentuale che sale fino al 40% se si considera il solo ferro eme. Gli alimenti vegetali contengono solo ferro non eme di più difficile assorbimento, infatti il ferro di origine vegetale viene assorbito in quantità minori del 5%. In totale una persona priva di carenze assorbe in media circa il 10% del ferro introdotto con la dieta.
Del ferro introdotto con la dieta circa l'80% è incorporato nel gruppo eme (non è influente lo stato di ossidazione); il restante 20% è immagazzinato come ferro non emico che deve essere necessariamente nella forma ridotta.
La riduzione avviene facilmente a pH acido, quindi nello stomaco o in presenza di sostanze riducenti come la vitamina C.
Nelle cellule e nei fluidi corporei (sangue e linfa) il ferro non è mai libero, ma è legato a specifiche proteine di trasporto. All'interno delle cellula della mucosa intestinale il ferro si lega all'apoferritina; il complesso neoformato si chiama ferritina. Dopodiché il ferro viene liberato e ossidato per raggiungere il circolo sanguigno. Nel sangue il ferro si lega alla transferrina. Come tale viene trasportato al fegato dove si deposita come ferritina ed emosiderina. Dal fegato, a seconda delle necessità dell'organismo, il ferro viene trasportato ai vari organi, ad esempio al tessuto muscolare, dove è fondamentale per la sintesi della mioglobina o a livello del midollo osseo rosso dove è impiegato per la sintesi dell'emoglobina.
Il ferro-eme è una sostanza pro-ossidante che favorisce la formazione di N-nitroso composti nel lume intestinale e in generale la produzione di radicali liberi.

## Isotopi
Dell'elemento ferro si conoscono almeno trenta isotopi, con numeri di massa che vanno da A = 45 ad A = 74, o A = 75. Tra questi, gli isotopi stabili (o almeno apparentemente stabili) del ferro esistenti in natura sono i quattro che seguono, con le loro abbondanze relative in parentesi: 54Fe (5,845%), 56Fe (91,754%), 57Fe (2,119%) e 58Fe (0,282%).

### Isotopi stabili
Il primo di questi, il 54Fe, è un isotopo stabile osservativamente, anche se teoricamente potrebbe decadere esotermicamente a 54Cr (stabile) attraverso una doppia cattura elettronica (εε) con emissione di due neutrini, rilasciando un'energia di ~0,68 MeV. Tuttavia, l'emivita stimata per questo processo è di oltre 4,4·1020 anni o 3,1·1022 anni (periodo di migliaia di miliardi di volte superiore all'età dell'Universo) e, ad oggi, non ci sono evidenze sperimentali conclusive per questo decadimento che, in ogni caso, sarebbe del tutto inavvertibile e privo di qualsiasi conseguenza da un punto di vista pratico. Una situazione potenzialmente analoga si ha per il primo isotopo stabile del nichel, il 58Ni, anch'esso soggetto a doppia cattura elettronica a dare l'ultimo isotopo stabile del ferro, il 58Fe.
Il 56Fe (o Fe-56) è il più abbondante ed è stato da più parti in passato ritenuto erroneamente il nuclide più fortemente legato, quello cioè avente la più alta energia di legame per nucleone. Tale primato spetta invece al 62Ni, mentre il 56Fe viene al terzo posto, dopo il 58Fe.
Il primato del 56Fe è invece quello di avere la minima massa per nucleone ( m = 930,412 MeV/c2), per il fatto puro e semplice che ha un maggior rapporto Z/N (protoni/neutroni) rispetto al Ni-62 (m = 930,417 MeV/c2), essendo i protoni più leggeri (meno massivi) dei neutroni. Questo vuol dire che, se ci fossero adatte sequenze di reazioni nucleari e ammettendo per esse il raggiungimento di uno stato di equilibrio (e-process), il 56Fe risultebbe il prodotto più stabile.
A livello cosmico l'abbondanza dei metalli di transizione della prima serie presenta un picco centrato sull'elemento ferro, in particolare sul Fe-56, il quale sovrasta gli isotopi più abbondanti dei suoi vicini a sinistra (Ti, V, Cr, Mn) e a destra (Co, Ni, Cu, Zn) nella tavola periodica; questo è noto come picco del ferro, e qui il nichel risulta secondo con il 58Ni, che è però più di un ordine di grandezza meno abbondante.
Il Fe-56 costituisce il principale punto di arrivo della nucleosintesi all'interno delle stelle massive e come tale riveste particolare interesse per la fisica nucleare e l'astrofisica. Nella fase di evoluzione stellare nota come processo di fusione del silicio, in particolare del 28Si (7 particelle alfa), che avviene soprattutto nel nucleo delle stelle più massive, ma specialmente nelle esplosioni di supernove, vengono prodotti nuovi nuclei per successiva incorporazione esotermica di particelle alfa (nuclei di He-4) fino ad arrivare al 56Ni (14 particelle alfa). Questo nuclide è radioattivo a vita breve (T1/2 ≈ 6 giorni, Q = 2,135 MeV) e decade quasi solo per cattura elettronica (ε) a 56Co, il quale poi decade anch'esso in modalità coesistente ε/β+ (80,9% ε; T1/2 ≈ 77 giorni) a 56Fe, stabile. In tal modo il Fe-56 può accumularsi e divenire il più abbondante tra gli elementi metallici nell'universo, dove è il sesto (1090 ppm) per abbondanza assoluta, dopo H, He, O, C e Ne, e il primo tra gli elementi metallici. È ipotizzabile che la sovrapponibilità della curva di abbondanza cosmica di tali elementi (e segnatamente dei loro isotopi più fortemente legati) con la curva dell'energia di legame per nucleone abbia potuto generare la confusione.
Il 57Fe ha un isomero nucleare (stato eccitato metastabile), 57mFe, spin 3/2, a soli 14,4 keV sopra lo stato fondamentale. Questo permette l'utilizzo su di esso della spettroscopia di risonanza Mössbauer sfruttando la transizione tra lo stato eccitato e quello fondamentale con elevata risoluzione. Questo isotopo è quello di gran lunga più facile da assoggettare a questa spettroscopia; come sorgente di radiazione gamma necessaria allo scopo di innalzare allo stato eccitato il 57Fe si usa l'isotopo radioattivo 57Co, il quale decade per cattura elettronica ad uno stato eccitato del 57Fe. Come standard primario per misurare lo spostamento isomerico (isomer shift) si usa il ferro alfa a 295 K e come secondario il nitroprussiato di sodio Na2[Fe(CN)5(NO)]·H2O, sempre a 295 K.
Il 57Fe è inoltre l'unico isotopo stabile del Fe ad avere spin nucleare (1/2, con parità negativa), il che permette di utilizzare la spettroscopia di risonanza magnetica nucleare. Il valore di 1/2 dello spin implica il vantaggio dell'assenza di momento di quadrupolo nucleare, il che permette di ottenere spettri ad alta risoluzione per campioni in soluzione in adatti solventi. In tal caso, come standard primario si usa il ferro pentacarbonile; come standard secondari il ferrocene e il ferrocianuro di potassio. Entrambe le spettroscopie sono tecniche di notevole valore diagnostico strutturale e chimico e, grazie a questo isotopo, il ferro e i suoi composti, allo stato solido per la risonanza Mössbauer, e in soluzione per la risonanza magnetica, possono disporne per essere utilmente indagati.
Il 58Fe è l'isotopo del ferro meno abbondante sulla Terra (~0,28%), ma nei raggi cosmici galattici arriva prossimo ad un'abbondanza del 6%, o comunque maggiore del rapporto terrestre. Questo nuclide, proprio per la sua scarsità percentuale, è stato studiato come possibile tracciante non radioattivo in processi biologici.

### Isotopi radioattivi
Il Fe-45 è un nuclide singolare del ferro che nel 75% dei casi decade per doppia espulsione di protone, un modo di decadimento estremamente raro, possibile solo per nuclei atomici fortemente carenti di neutroni e aventi protoni in numero pari, trasformandosi in Cr-43 (Q ≈ 1,134 MeV, T1/2 = 1,89 ms); per il restante 25% espelle insieme un protone e un positrone (pβ+), dando Cr-44. Un altro nuclide che esibisce tale fenomeno è lo Zn-54, che dà Ni-52.
Il Fe-52 decade a Mn-52 (radioattivo) per cattura elettronica (ε, 42%) e per emissione di positrone (β+) (58%), rilasciando 2,380 MeV; l'emivita è 8,275 ore; il Mn-52 decade a sua volta, per cattura elettronica e emissione di positrone (ε/β+), a Cr-52, stabile. Questo isotopo radioattivo del ferro, complessato con leganti macrociclici e unito poi ad anticorpi monoclonali, trova applicazione in medicina a scopo diagnostico, per il quale uso risulta uno degli isotopi di prima scelta.
Il Fe-53 decade a Mn-53 (radioattivo) per cattura elettronica (ε, 2,9%) e per emissione di positrone (β+, 97,1%), rilasciando 3,743 MeV; l'emivita è 2,51 minuti; il Mn-53 decade a sua volta, per sola cattura elettronica, a Cr-53, stabile.
Il Fe-55 decade a Mn-55 (stabile) per cattura elettronica (ε), rilasciando 0,231 MeV; l'emivita è 2,74 anni.
Il Fe-59 decade β− a Co-59 (stabile), rilasciando 1,565 MeV; l'emivita è 44,49 giorni.
Il 60Fe è un nuclide radioattivo che decade β− a 60Co (che, a sua volta, decade β− a 60Ni, stabile). La sua emivita è di 2,62 milioni di anni (fino al 2009 si credeva fosse di 1,5 milioni di anni) ed è ormai "estinto". Molti lavori di datazione basati sul ferro si basano proprio sulla misura del tenore di 60Fe in meteoriti e minerali.
In alcune parti delle meteoriti Semarkona e Chervony Kut si è osservata una correlazione tra la concentrazione di 60Ni, il prodotto finale del decadimento di 60Fe, e le abbondanze degli altri isotopi stabili del ferro; questo prova che 60Fe esisteva all'epoca della nascita del sistema solare. È inoltre possibile che l'energia prodotta dal suo decadimento abbia contribuito, insieme a quella del decadimento di 26Al, alla ri-fusione ed alla differenziazione degli asteroidi al tempo della loro formazione, 4,6 miliardi di anni fa.

## Composti

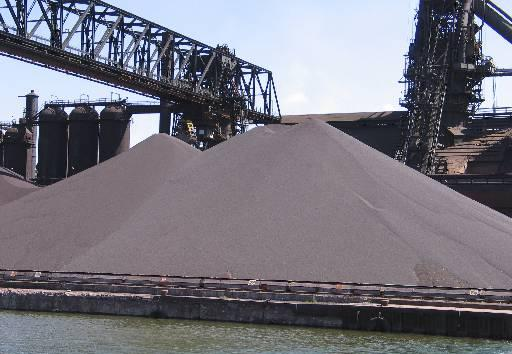
Questo mucchio di minerale di ferro verrà usato per produrre acciaio.

Gli stati di ossidazione più comuni del ferro comprendono:
- il ferro(0), che dà complessi organometallici come Fe(CO)5
- il ferro(II), che dà composti di Fe2+, è molto comune (il suffisso -oso è obsoleto, IUPAC).
- il ferro(III), che dà composti di Fe3+, è anche molto comune, per esempio nella ruggine (il suffisso -ico è obsoleto, IUPAC).
- il ferro(IV), Fe4+, che dà composti talvolta denominati di ferrile, è stabile in alcuni enzimi (e.g. perossidasi).
- il carburo di ferro Fe3C è conosciuto come cementite.

È anche noto il ferro(VI), uno stato raro presente per esempio nel ferrato di potassio.
Si veda anche ossido di ferro.

## Precauzioni
Un apporto eccessivo di ferro tramite l'alimentazione è tossico perché l'eccesso di ioni ferro(II) reagisce con i perossidi nel corpo formando radicali liberi. Finché il ferro rimane a livelli normali, i meccanismi anti-ossidanti del corpo riescono a mantenere il livello di radicali liberi sotto controllo.
Un eccesso di ferro può produrre disturbi (emocromatosi); per questo l'assunzione di ferro tramite medicinali e integratori va eseguita sotto stretto controllo medico e solo in caso di problematiche legate alla carenza di ferro.